# Linh dương đồng cỏ Upemba
Linh dương đồng cỏ Upemba (Danh pháp khoa học: Kobus anselli) là một loài linh dương Lechwe (Kobus anselli) được tìm thấy ở Cộng hòa Dân chủ Conggo. Đây là phân loài linh dương cực kỳ nguy cấp và gần như là đã đối mặt với nguy cơ tuyệt chủng trong tự nhiên.

## Phân loài
Đây là một loài linh dương chỉ tìm thấy trong các vùng đất ngập nước Upemba tại Cộng hòa Dân chủ Congo. Nó được mô tả vào năm 2005, sau khi phân tích 35 mẫu vật bảo tàng thu được trong năm 1926 và 1947-8. Trước đây người ta đã bỏ qua nó do sự tương đồng so với linh dương lechwe Kobus leche, đặc biệt là các phân loài Lechwe đen K. l. smithemani. Một số cơ quan chức năng xử lý lechwe Upemba như là một phân loài, K. l. anselli, của linh dương lechwe.

## Đặc điểm
Chúng sống ở vùng đồng bằng và đất nước mở với khí hậu phù hợp. Nó đòi hỏi gặm cỏ tươi và thức uống hàng ngày. Trong những cơn mưa, chúng gặm cỏ ngắn thường xuyên. Vì nó là phụ thuộc vào nước, việc linh dương này không đi lang thang xa vào khu vực khô cằn. Trong khu vực bị ngập lụt, chúng có thể đi hàng trăm cây số, và mùa khô đi để nước có thể mất 10 km trở lên.
Những con linh dương này có vài liên kết xã hội mạnh mẽ, nhưng những con cái có thể sống theo bầy đàn đánh số trong hàng ngàn. Chúng di chuyển nhiều hơn. Con đực cũng có mặt trong các đàn gia súc di cư và sẽ theo con cái. Các tổ chức xã hội và sinh sản của chúng có thể khác nhau. Khi ở mật độ dân số trung bình hay thấp, những con đực lập vùng lãnh thổ thông thường và không đi lang thang nhiều. Những con đực dành cho người lớn cố gắng thiết lập lãnh thổ của chúng trong môi trường sống tốt nhất có sẵn